# Gare de Courghain
La gare de Courghain est une ancienne gare ferroviaire française de la ligne de Coudekerque-Branche aux Fontinettes, située sur le territoire de la commune de Grande-Synthe dans le département du Nord, en région Hauts-de-France. 
C'était une halte voyageurs de la Société nationale des chemins de fer français (SNCF), desservie par des trains TER Nord-Pas-de-Calais jusqu'en 2014.

## Situation ferroviaire

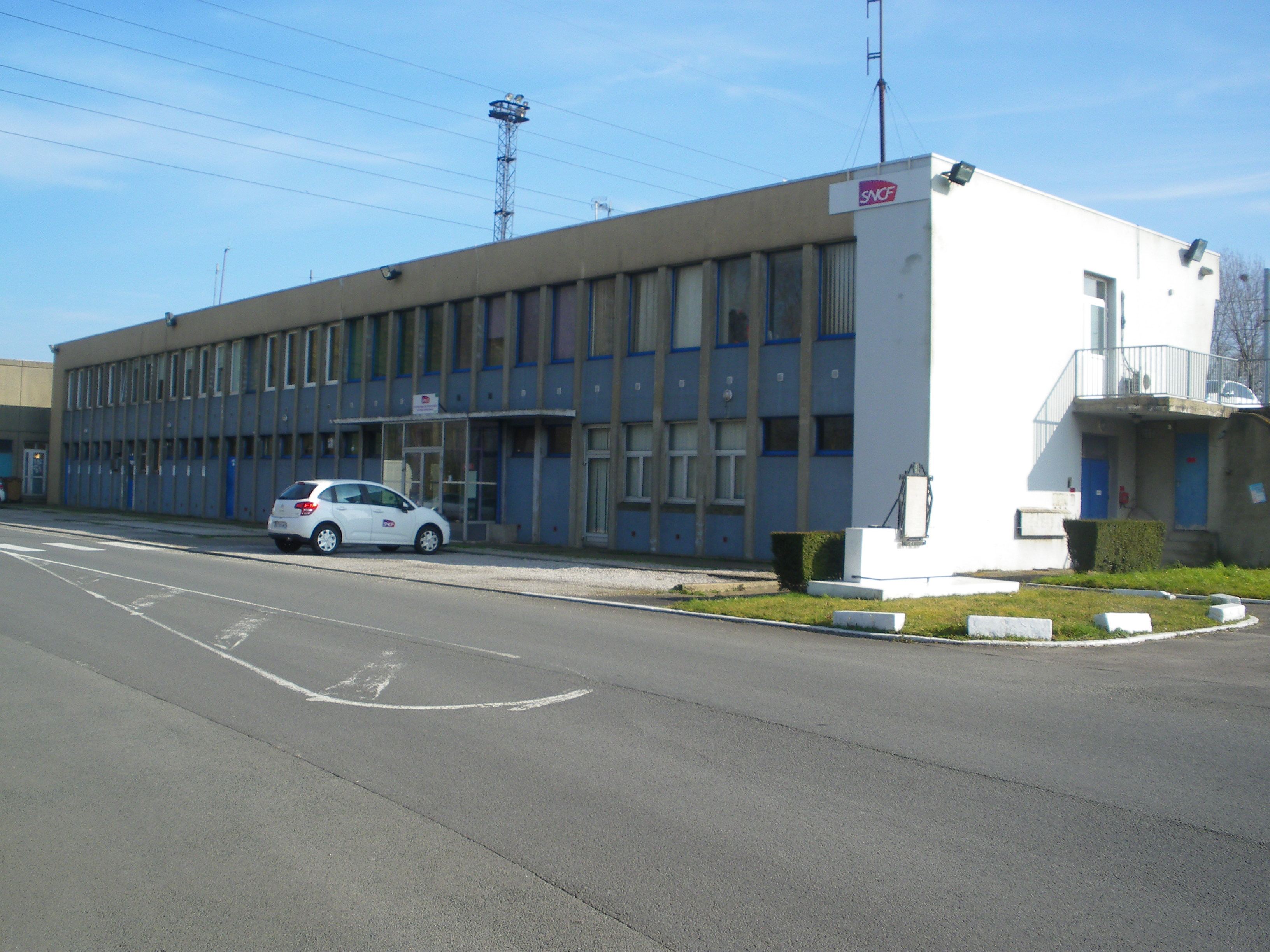
Bâtiment SNCF situé à proximité de la halte voyageurs.

Établie à 5 mètres d'altitude, la gare de Courghain située au point kilométrique (PK) 8,05 de la ligne de Coudekerque-Branche aux Fontinettes entre les gares ouvertes de Grande-Synthe et de Bourbourg.

## Service des voyageurs

### Accueil
Ancienne halte SNCF, c'était un point d'arrêt non géré (PANG) à accès libre.

### Desserte
La halte a été fermée en 2014. La halte ne figure pas dans le projet de rénovation de la ligne.

### Intermodalité
Le stationnement des véhicules est possible à proximité de l'entrée de la halte.